# علی کرم‌پور
علی کرم‌پور (زاده ۶ بهمن ۱۳۸۲ در اسلامشهر) کشتی‌گیر آزادکار اهل ایران است. از افتخارات وی می‌توان به مدال برنز قهرمانی جوانان جهان اسپانیا ۲۰۲۴ اشاره کرد.

## افتخارات
- طلا قهرمانی جوانان آسیا تایلند ۲۰۲۴[۸][۹][۱۰]
- برنز جام دیمیتری کرکین روسیه ۲۰۲۴[۱۱][۱۲][۱۳]